# 德懷特·鮑爾

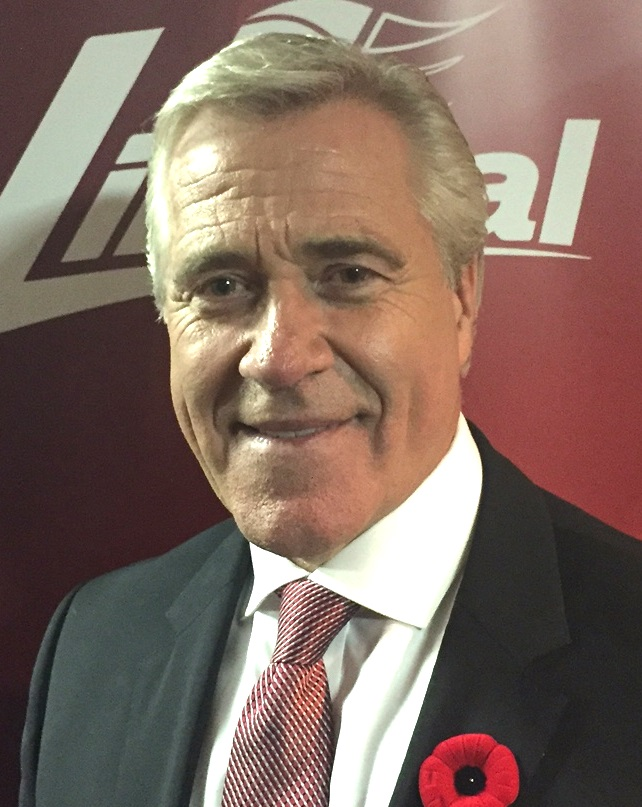

德懷特·鮑爾（英語：Dwight Ball；1957年—）是加拿大的一位政治家，所屬政黨是自由黨。他自2015年12月14日至2020年8月19日出任第13任紐芬蘭和拉布拉多省省長
鮑爾成長於鹿湖，畢業於艾爾伍德地區高中。他於17歲就讀紐芬蘭紀念大學。